# Shefkomuna
Shefkomuna (del ruso: Шефкоммуна) es un jútor del raión de Novokubansk en el krai de Krasnodar de Rusia. Está situado en las llanuras de la orilla izquierda del río Kubán, 1 km al oeste de Novokubansk y 158 km al este de Krasnodar. Tenía 313 habitantes en 2010.
Pertenece al municipio Verjnekubánskoye.

## Transporte
Al oeste de la localidad pasa la carretera federal M29 Cáucaso.